# Federazione calcistica di Capo Verde
La Federazione calcistica di Capo Verde (por. Federação Caboverdiana de Futebol, acronimo FCF) è l'ente che governa il calcio a Capo Verde. 
Fondata nel 1982, si affiliò alla FIFA e alla CAF nel 1986. Ha sede nella capitale Praia e controlla il campionato nazionale e la nazionale del paese.